# União Judaica Trabalhista da Lituânia, Polónia e Rússia
A União Judaica Trabalhista da Lituânia, Polónia e Rússia (em iídiche:  ‏אַלגעמײנער ייִדישער אַרבעטער־בונד אין ליטע, פּױלן און רוסלאַנד    פּױלן), geralmente chamada de Bund (em iídiche:  דער בונד, cognato do alemão: Bund, lit.  "federação"  ou "união"), foi um partido socialista judeu secular inicialmente formado no Império Russo e ativo entre 1897 e 1920. Em 1917, a parte polonesa do Bund, que datava da época em que a Polônia era um território russo, separou-se do Bund russo e criou um novo Bund Trabalhista Judaico Geral Polonês, que continuou a operar na Polônia nos anos entre as duas guerras mundiais. A facção majoritária do Bund russo foi dissolvida em 1921 e incorporada ao Partido Comunista. Outros remanescentes do Bund resistiram em vários países. Um membro do Bund era chamado de Bundista.

## Representação parlamentar
Nas eleições da Primeira Duma de 1906, o Bund fez um acordo eleitoral com o Partido dos Trabalhadores Lituanos (Trudoviks), que resultou na eleição para a Duma de dois candidatos (aparentemente não-bundistas) apoiados pelo Bund: Dr. Shmaryahu Levin para a província de Vilna e Leon Bramson para a província de Kovno. No total, havia doze deputados judeus na Duma, caindo para três na Segunda Duma (fevereiro de 1907 a junho de 1907), dois na Terceira Duma (1907-1912) e novamente três na quarta, eleitos em 1912, nenhum deles sendo eles afiliados ao Bund.

## Perspectiva política
O Bund acabou se opondo fortemente ao sionismo, argumentando que a emigração para a Palestina era uma forma de escapismo. O Bund não defendia o separatismo. Em vez disso, concentrou-se na cultura, em vez de um estado ou lugar, como a cola do autonomismo judaico. Nisso, eles tomaram emprestado extensivamente da escola austromarxista, alienando ainda mais os bolcheviques e Lênin. O Bund também promoveu o uso do iídiche como língua nacional judaica e, até certo ponto, se opôs ao projeto sionista de reviver o hebraico.

O Bund conquistou convertidos principalmente entre artesãos e trabalhadores judeus, mas também entre a crescente Intelligentsia judaica. Ele liderou um movimento sindical próprio. Juntou-se ao Poalei Zion (trabalhistas sionistas) e outros grupos para formar organizações de autodefesa para proteger as comunidades judaicas contra pogroms e tropas do governo. Durante a Revolução Russa de 1905, o Bund encabeçou o movimento revolucionário nos povos judeus, particularmente na Bielorrússia e Ucrânia.